# A Próxima Vítima (filme)
A próxima vítima é um filme brasileiro de 1983, do gênero policial, dirigido por João Batista de Andrade, co-autor do roteiro, ao lado de Lauro César Muniz.

## Sinopse
No bairro paulistano do Brás, um maníaco assassina prostitutas, e a polícia usa métodos condenáveis para investigar. Ao mesmo tempo, o país vive período eleitoral, e os crimes são usados politicamente. David, um jornalista de uma rede de TV, apurando as execuções promovidas pela polícia, envolve-se com a prostituta Luna. Segundo o próprio filme, a História se baseia em fatos reais.

## Elenco
- Antônio Fagundes.... David Duarte
- Mayara Magri.... Luna
- Othon Bastos....  Delegado Orlando Barone
- Aldo Bueno.... Nêgo
- Gianfrancesco Guarnieri.... Guido Andreolli
- Louise Cardoso.... Tereza
- Esther Góes.... Vera
- Denise Del Vecchio...Viviane
- Walter Breda.... Zé Luis
- Zé Carlos Machado.... Detetive Meira
- Celso Frateschi.... Deputado Nogueira
- João Acaiabe.... irmão de Nêgo
- Goulart de Andrade.... Editor-chefe da TV
- Hugo Della Santa... Policial
- Denoy de Oliveira... Policial

## Prêmios e indicações
Festival de Gramado 1984 (Brasil)
- Indicado na categoria de Melhor Filme.
- Aldo Bueno recebeu o Kikito na categoria de Melhor Ator Coadjuvante.
- Mayara Magri recebeu o Prêmio Especial do Júri (Atriz Revelação).

Troféu APCA 1984 (Associação Paulista de Críticos de Arte, Brasil)
- João Acaiabe venceu na categoria de Melhor Ator Coadjuvante.
- Aldo Bueno também venceu na categoria de Melhor Ator Coadjuvante.
- Mayara Magri venceu na categoria de Melhor Atriz Coadjuvante.

MystFest - Festival Internazionale del Giallo e del Mistero di Cattolica 1984 (Itália)
- Indicado a Melhor Filme.